# Theosophia
Theosophia (oorspronkelijke titel: Theosophia: maandblad gewijd aan broederschap en aan de studie van godsdienst, wijsbegeerte, wetenschap en occultisme) is het tijdschrift van de Theosofische Vereniging in Nederland. Het verscheen sinds 1892 maandelijks, en sinds 2010 driemaandelijks. Tussen mei 1940 en februari 1948 verscheen het tijdschrift niet.
De Theosofische Vereniging in Nederland is de Nederlandse tak van de wereldwijde Theosophical Society, die in 1875 door Helena Blavatsky werd opgericht. De esoterische, pantheïstische leer van de theosofie won rond 1900 invloed in Nederland. De vroege jaargangen van het tijdschrift berichtten over de ontwikkeling van de beweging en de opbouw van lokale afdelingen in Nederland.